# Petra Felkeová
Petra Felkeová, provdaná Meierová (* 30. července 1959, Saalfeld, Durynsko) je bývalá východoněmecká atletka; olympijská vítězka a světová rekordmanka v hodu oštěpem.

## Kariéra
První mezinárodní úspěch zaznamenala v roce 1977 na juniorském mistrovství Evropy v Doněcku, kde vybojovala stříbrnou medaili (57,68 m). O čtyři roky později na světové letní univerziádě v Bukurešti získala zlato.
V roce 1986 získala stříbro na evropském šampionátu ve Stuttgartu a o rok později stříbro také na druhém ročníku MS v atletice v Římě. V obou případech ji porazila Britka Fatima Whitbreadová. V roce 1988 se stala v jihokorejském Soulu olympijskou vítězkou. Její nejdelší hod měřil 74,68 m. Reprezentovala také na letních olympijských hrách 1992 v Barceloně, kde skončila na 7. místě.

## Světové rekordy
Za svoji kariéru třikrát posunula hodnotu ženského světového rekordu v hodu oštěpem. Poprvé 4. června 1985 ve Schwerinu (75,40 m), podruhé 29. července 1987 v Lipsku (78,90 m), a 9. září 1988 poslala v Postupimi oštěp do vzdálenosti rovných 80 metrů. Tento rekord už nebyl a ani nebude překonán, protože od roku 1999 se používá jiný standard ženského oštěpu (těžiště posunuto o čtyři centimetry dopředu), který obecně nelétá tak daleko (aktuální rekord v hodu novým typem oštěpu má hodnotu 72,28 m a drží jej Barbora Špotáková).